# Pronotocrepis clavicornis
Pronotocrepis clavicornis är en insektsart som beskrevs av Knight 1929. Pronotocrepis clavicornis ingår i släktet Pronotocrepis och familjen ängsskinnbaggar. Inga underarter finns listade i Catalogue of Life.